# 白兰地涡螺
白兰地涡螺（学名：Volutoconus bednalli），是新腹足目涡螺科卷渦螺屬的一种。主要分布于印度尼西亚，常栖息在浅海到水深45米。